# Ahez
Ahez — французький вокальний гурт, заснований у 2018 році, що складається з трьох учасниць: Марін Лавінь, Стеренн Дірідоллю, Стеренн Ле Ґіллю. Представниці Франції на Пісенному конкурсі Євробачення 2022 разом зі співаком Алваном з піснею «Fulenn» після перемоги на Eurovision France, c'est vous qui décidez!.

## Історія
Дірідоллю, Лавінь і Ле Ґіллю познайомилися під час навчання в середній школі Diwan у Каре, Бретань, де вони практикували традиційний стиль співу кан ха дискан. Назва «Ahez» походить від Ker Ahez, популярної етимології для бретонського імені Carhaix (Karaez), і Ahes, бретонської міфологічної фігури. Гурт почав виступати на фестивалях fest-noz у 2018 році, а у 2018 році брав участь у Міжкельтському фестивалі в Лор’яні з гуртом Eben.

### Євробачення
Влітку 2021 року дівчата зустрілися зі співаком і продюсером Алваном у барі Ренна. Разом вони брали участь у французькому відборі на Євробаченні France, C'est vous qui décidez! 2022 з піснею «Fulenn». Вони виграли конкурс, з перемогою як за голосуванням журі, так і за резельтатами телеголосування. Пісня «Fulenn» стала композицією, яка була заспівала бретонською мовою на Євробаченні вперше з 1996 року.
Будучи членом «Великої п'ятірки», Франція автоматично отримала право брати участь у фіналі 14 травня 2022 року. Гурт Ahez та співак Алван виступили у фіналі Євробачення 2022 під шостим номером та за результатами голосування посіли 24 (передостаннє) місце у фіналі з 8 балами від глядачів та 9 — від журі.

## Учасниці
- Марін Лавінь
- Стеренн Дірідоллю
- Стеренн Ле Ґіллю

## Дискографія

### Сингли
| Назва                    | Рік  | Альбом |
| ------------------------ | ---- | ------ |
| «Fulenn» (разом з Алван) | 2022 | Magma  |